# World Rally-Raid Championship
Die World Rally-Raid Championship (Rallye-Raid-Weltmeisterschaft, kurz W2RC) ist eine von der Amaury Sport Organisation (A.S.O.) sowie der Fédération Internationale de l’Automobile (FIA) und der Fédération Internationale de Motocyclisme (FIM)
veranstaltete Rally-Raid-Serie.
Die World Rally-Raid Championship ist die höchstrangige Serie des FIA- und FIM-Rally-Raid-Sports, bei der Autos, Motorräder, Side-by-Sides, Quads und LKW gemeinsam antreten.

## Geschichte
Die World Rally-Raid Championship als kombinierte Weltmeisterschaftsserie wurde als Ergebnis einer Initiative der A.S.O., als Veranstalter der Rallye Dakar, der FIA und der FIM zur Angleichung und Harmonisierung der jeweiligen Klassen und Fahrzeugkategorien sowie des Regelwerks im Rallye-Raid-Sport geschaffen. Die Amaury Sport Organisation wurde von der FIA und der FIM bis 2027 zum Veranstalter der W2RC gewählt. Die erste Saison fand ab 2022 mit der Rallye Dakar 2022 statt. Eines der Ziele der W2RC ist es, dass bis 2030 keine Fahrzeuge, die mit fossilen Brennstoffen angetrieben werden, mehr an den Start gehen.

## Austragungsorte
Die Weltmeisterschaftsserie findet jährlich in verschiedenen Ländern statt und wird bei verschiedenen Rallyes ausgetragen.
- 2022: Rallye Dakar 2022 (Saudi-Arabien), Abu Dhabi Desert Challenge (Vereinigte Arabische Emirate), Rally Kazakhstan (abgesagt), Rallye du Maroc (Marokko), Andalucía Rally (Spanien)
- 2023: Rallye Dakar 2023, Abu Dhabi Desert Challenge, Sonora Rallye (Mexiko), Desafio Ruta 40 (Argentinien), Rallye du Maroc
- 2024: Rallye Dakar 2024, Abu Dhabi Desert Challenge, BP Ultimate Rally-Raid (Portugal), Desafio Ruta 40, Rallye du Maroc
- 2025: Rallye Dakar 2025, Abu Dhabi Desert Challenge, South African Safari Rallye (Südafrika), BP Ultimate Rally-Raid (Portugal), Rallye du Maroc

## Punktesystem

### FIA
- Marathon-Veranstaltungen
  - Gesamtwertung: Punkte für die 15 besten Teilnehmer: 50, 40, 30, 25, 20, 15, 10, 9, 8, 7, 6, 5, 4, 3, 2
  - Etappenwertung: Punkte für die 5 besten Teilnehmer: 5, 4, 3, 2, 1

- Rallye-Veranstaltungen
  - Gesamtwertung: Punkte für die 15 besten Teilnehmer: 30, 25, 20, 17, 15, 13, 10, 9, 8, 7, 6, 5, 4, 3, 2
  - Etappenwertung: Punkte für die 5 besten Teilnehmer: 5, 4, 3, 2, 1

- Konstrukteurswertung: Jeder Fahrzeughersteller bzw. -konstrukteur kann bei jeder Rallye der Serie maximal drei Fahrzeuge einsetzen. Die beiden Erstplatzierten Fahrzeuge erhalten, genauso wie die Teilnehmer, die entsprechenden Punkte.

### FIM
- Marathon-Veranstaltungen. Auf die Punkte wird ein Koeffizient von 1,5 angewendet. Das Ergebnis wird auf die nächste ganze Zahl aufgerundet.
  - Gesamtwertung: Punkte für die 15 besten Teilnehmer: 25, 20, 16, 13, 11, 10, 9, 8, 7, 6, 5, 4, 3, 2, 1

- Rallye-Veranstaltungen. Auf die Punkte wird ein Koeffizient von 1 angewendet. Das Ergebnis wird auf die nächste ganze Zahl aufgerundet.
  - Gesamtwertung: Punkte für die 15 besten Teilnehmer: 30, 25, 20, 17, 15, 13, 10, 9, 8, 7, 6, 5, 4, 3, 2

- Konstrukteurswertung: Jeder Fahrzeughersteller bzw. -konstrukteur kann bei jeder Rallye der Serie maximal drei Fahrzeuge einsetzen. Die beiden Erstplatzierten Fahrzeuge erhalten, genauso wie die Teilnehmer, die entsprechenden Punkte.

## Weltmeister

### FIA
| Weltmeistertitel | Fahrer            | Jahr(e)          |
| ---------------- | ----------------- | ---------------- |
| 3                | Nasser Al-Attiyah | 2022, 2023, 2024 |

### FIM
| Weltmeistertitel | Fahrer            | Jahr(e) |
| ---------------- | ----------------- | ------- |
| 1                | Sam Sunderland    | 2022    |
| 1                | Luciano Benavides | 2023    |
| 1                | Ross Branch       | 2024    |

## Konstrukteurssiege

### FIA
| Weltmeistertitel | Konstrukteur        | Jahr(e)          |
| ---------------- | ------------------- | ---------------- |
| 3                | Toyota Gazoo Racing | 2022, 2023, 2024 |

### FIM
| Weltmeistertitel | Konstrukteur | Jahr(e)    |
| ---------------- | ------------ | ---------- |
| 2                | Honda        | 2023, 2024 |
| 1                | GasGas       | 2022       |